# Kosta
Kosta ([koːsta]) är en tätort i Lessebo kommun i Kronobergs län.
Kosta tätort ligger i Ekeberga socken och södra delen omfattar Ekeberga med Ekeberga kyrka.

## Historia
Landshövdingarna Anders Koskull och Georg Bogislaus Staël von Holstein startade Kosta glasbruk 1742, namnet på både bruket och orten bildades av de första stavelserna i deras efternamn.
Åren 1888–1889 byggdes en smalspårig järnväg om 30 km, Kosta-Lessebo Järnväg. Banan lades ner 1948.

### Befolkningsutveckling
| Befolkningsutvecklingen i Kosta 1900–2020 | Befolkningsutvecklingen i Kosta 1900–2020 | Befolkningsutvecklingen i Kosta 1900–2020 | Befolkningsutvecklingen i Kosta 1900–2020 | Befolkningsutvecklingen i Kosta 1900–2020 |
| ----------------------------------------- | ----------------------------------------- | ----------------------------------------- | ----------------------------------------- | ----------------------------------------- |
|                                           |                                           |                                           |                                           |                                           |
| År                                        |                                           |                                           | Folkmängd                                 | Areal (ha)                                |
| 1900                                      | 1900                                      |                                           | 795                                       | †                                         |
| 1960                                      | 1960                                      |                                           | 1 137                                     |                                           |
| 1965                                      | 1965                                      |                                           | 1 209                                     |                                           |
| 1970                                      | 1970                                      |                                           | 1 277                                     |                                           |
| 1975                                      | 1975                                      |                                           | 1 261                                     |                                           |
| 1980                                      | 1980                                      |                                           | 1 266                                     |                                           |
| 1990                                      | 1990                                      |                                           | 1 165                                     | 161                                       |
| 1995                                      | 1995                                      |                                           | 1 083                                     | 161                                       |
| 2000                                      | 2000                                      |                                           | 968                                       | 162                                       |
| 2005                                      | 2005                                      |                                           | 941                                       | 162                                       |
| 2010                                      | 2010                                      |                                           | 884                                       | 162                                       |
| 2015                                      | 2015                                      |                                           | 985                                       | 174                                       |
| 2020                                      | 2020                                      |                                           | 915                                       | 173                                       |
| † Som köpingsliknande samhälle 1900.      |                                           |                                           |                                           |                                           |

## Samhället

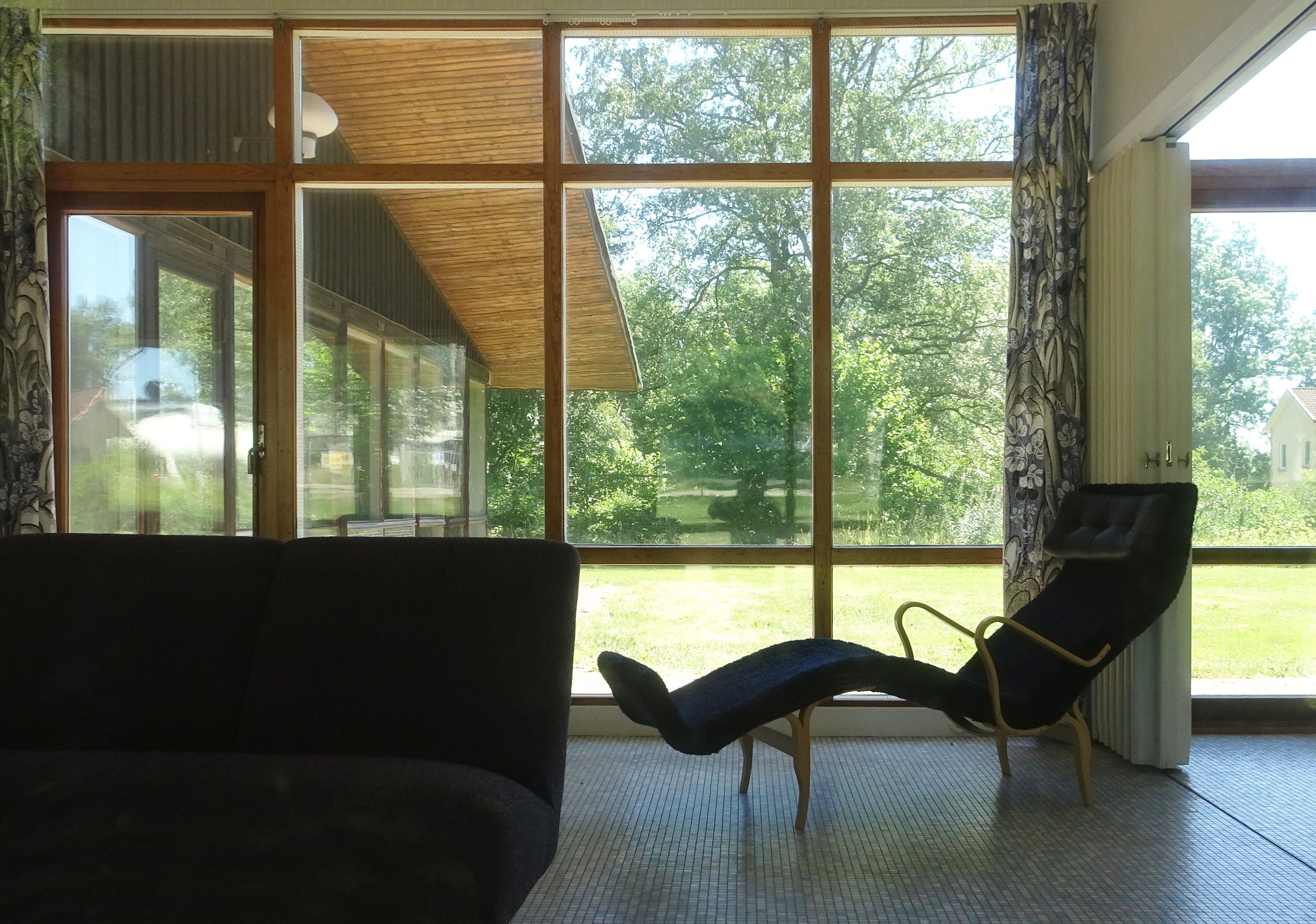
Kosta glashus, 2018.

Kosta är mest känt för Kosta Glasbruk, vars historia sträcker sig tillbaka till 1742. Här kan du besöka hyttan och se den glödande glasmassan formas. Här finns också glasbrukets fabriksbutiker och Kosta Outlet med försäljning av bland annat märkeskläder. I juni 2007 återinvigdes Bruno Mathssons, Kosta glashus, från 1956 efter att under åren 2004–2007 renoverats till sitt ursprungsskick. Husen utgör numera ett lagskyddat byggnadsminne. Under sommaren 2009 färdigställdes New Wave Groups hotellsatsning i Kosta, Kosta Boda Art Hotel. Hotellet är Sveriges första glashotell och byggdes i syfte att utveckla intresset för svenskt konstglas samt för att utveckla Kosta som utflyktsmål. New Wave har därefter fortsatt att göra stora satsningar på orten. Numera kan du t.ex. också ta bilen genom Kosta Safaripark för att se parkens visenter, vildsvin, mufflonfår eller kronhjortar. I Kosta finns vidare samhällsservice såsom skola, bibliotek, flera restauranger, livsmedelsbutik och Folkets Hus. Strax utanför samhället ligger Grönåsen Älg- & Lantdjurspark. Utanför samhället ligger också sedan 1971 Kosta skjutfält, från början använt av Kronobergs regemente (I 11) i Växjö. I området låg också Kosta flygbas.

### Handel och service
I ortens norra del, med parkeringsplats i anslutning till Riksväg 28, finns ett kluster av olika butiker, främst outletbutiker för olika glasbruk. Enligt SCB:s avgränsning av handelsområden för år 2015 utgjorde dessa ett område med koden H0761006 med sju arbetsställen för detaljhandel med runt 100 anställda.
Ortens matbutik, en Coop, ligger längre söderut. Den har sitt ursprung i Kooperativa föreningen Fenix som bildades den 19 februari 1905. Fenix var en fristående förening fram till 2002 när den uppgick i Konsumentföreningen Göta.
Smålands enskilda bank hade under en period ett kontor i Kosta, som drogs in 1923. Senare har Kosta haft ett sparbankskontor, även det senare indraget.